# Adidas Teamgeist 2 Magnus Moenia

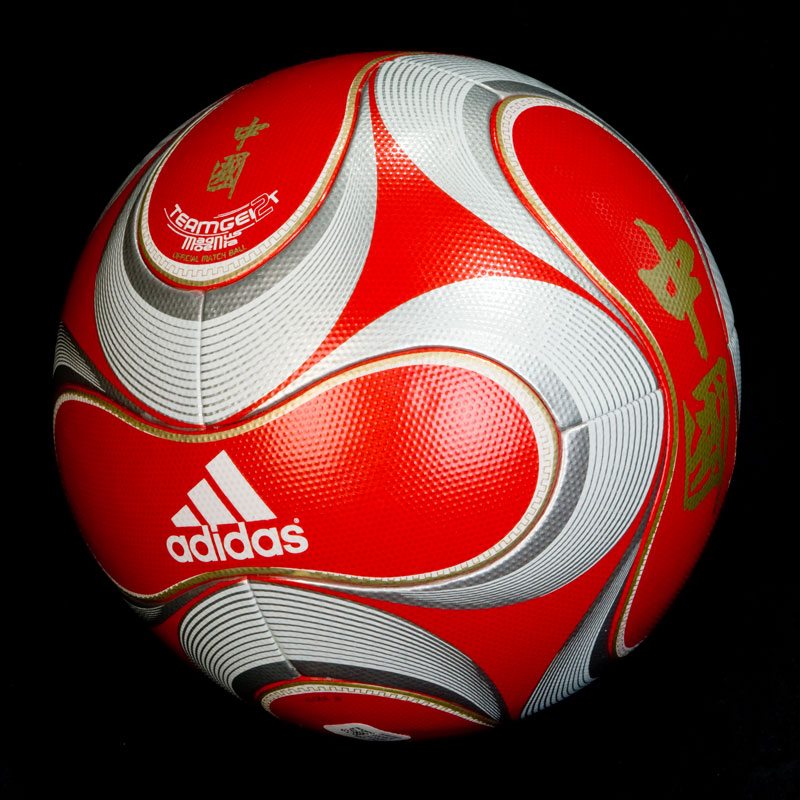
De Adidas Teamgeist 2 Magnus Moenia (editie OS 2008)

De Teamgeist2 (Teamgei2t) Magnus Moenia is een bal van adidas die werd gebruikt bij het onderdeel voetbal op de Olympische Zomerspelen 2008. Het is een variatie op de Teamgeist2 (Teamgei2t), de vernieuwde versie van de Adidas Teamgeist.
Adidas heeft de Teamgeist vernieuwd om te komen tot de perfect ronde bal door gebruik van bepaalde materialen, zodat er geen plotseling onverwacht effect aan zit.